# Vårtparadisfåglar
Vårtparadisfåglar (Paradigalla) är ett litet fågelsläkte i familjen paradisfåglar inom ordningen tättingar. Släktet omfattar endast två arter med utbredning på Nya Guinea:
- Långstjärtad vårtparadisfågel (P. carunculata)
- Kortstjärtad vårtparadisfågel (P. brevicauda)